# 兴盛乡 (泾源县)
兴盛乡，是中华人民共和国宁夏回族自治区固原市泾源县下辖的一个乡镇级行政单位。

## 行政区划
兴盛乡下辖以下地区：
下金村、兴明村、兴盛村、红旗村、新旗村、上黄村、下黄村、上金村和红星村。